# 丹尼爾·列文
丹尼爾·馬克·「丹尼」·列文（英語：Daniel Mark "Danny" Lewin；希伯來語：‎；1970年5月14日—2001年9月11日），以色列及美國雙籍猶太裔數學家、電腦科學家與企業家，內容傳遞網路和雲服務供應商阿卡邁科技的共同創辦人。他是美國航空11號班機的乘客，據信在該航班上遭其中一位劫機者沙塔姆·蘇卡米刺死，成為九一一襲擊事件中的首位犧牲者。

## 早年生活與職業生涯
列文在1970年5月14日出生於美國科羅拉多州丹佛，並在14歲時隨家人一起移居以色列。他曾在以色列國防軍特種部隊之一的總參謀部偵察部隊服役四年，役畢時位階上尉。列文隨後考入海法的以色列理工学院，與此同時也供職於當地的IBM的研究所。他在該公司任職期間負責開發Genesys系統——一種此後在IBM、AMD和意法半導體等多間企業中廣泛使用的處理器驗證工具。
1995年，列文以優等成績取得文學士與理學士雙學位。隔年他赴美國麻薩諸塞州剑桥，在麻省理工學院攻讀哲學博士。列文在那裡與其指導教授F·湯姆森·萊頓一同研發出一種能優化網路流量的革新性一致哈希演算法，這演算法之後成為兩人在1998年創立阿卡邁科技的基礎。直至意外身亡前，列文為該公司的首席技术官與董事會成員，並在互聯網泡沫時期收穫鉅額的財富。

## 逝世與紀念

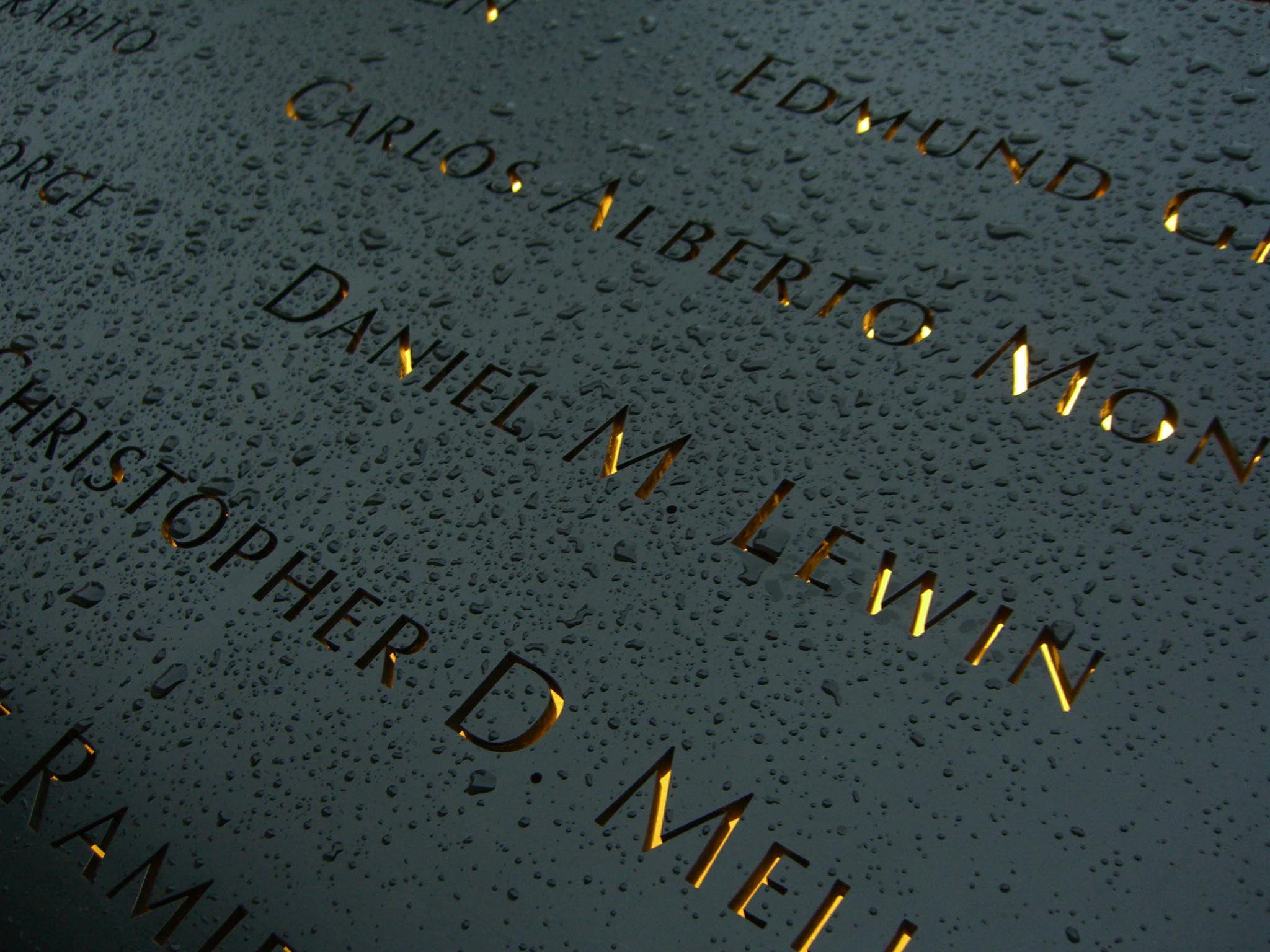
位於九一一國家紀念博物館北池N-75區銘牌上的列文名字

2001年9月11日，列文為了參加洛杉磯的一場商務會議而乘上被劫持的美國航空11號班機，但卻在旅途中遭刺死。美國聯邦航空總署的備忘錄指出他可能在嘗試阻止劫機事件發生後被其中一位恐怖份子沙塔姆·蘇卡米刺傷。如備忘錄所述，列文當時坐在靠近劫機者蘇卡米（10B）、穆罕默德·阿塔（8D）和阿卜杜勒阿齊茲·奧馬里（8G）的商務艙9B座位。調查報告最初認為他被蘇卡米槍殺，但該備忘錄的最終草稿刪除了所有有關槍擊的內容。
《9·11事件調查委員會報告》對列文之死有更詳盡的描述，引述他被坐在身後的蘇塔米刺傷。空服員艾米·斯威尼聯繫地面的美航職員麥可·伍德沃德（Michael Woodward）時，報稱列文可能被坐在正後方的恐怖分子割喉，另一位空服員鄧月薇在與美航緊急專線當值營運專員妮迪婭·岡薩雷斯（Nydia Gonzalez）通話途中則指他似乎已因失血過多而傷重身亡。9·11事件調查委員會推測曾在以色列軍隊服役四年且能理解阿拉伯語的列文曾試圖與坐在他前面的阿塔或奧馬里對峙，但全然不知坐在他後面的蘇卡米為其中一位恐怖份子。另一種假設是蘇卡米為了殺雞儆猴，警告其他乘客和機組人員安分守己而突然襲擊列文。他因此被認為是九一一襲擊事件的第一位受害者。2004年7月，列文的遺骸據稱已獲確認。
終年僅31歲的列文遺下妻子安妮（Anne）和兩個當時只有五歲和八歲的兒子艾坦（Eitan）和伊塔瑪（Itamar）。在他去世後，麻薩諸塞州劍橋的主街（Main St.）和瓦薩街（Vassar St.）交界處、麻省理工學院帕森斯實驗室（Parsons Laboratory）前的一片空地被命名為「丹尼·列文廣場」（Danny Lewin Square）。同樣位在劍橋、鄰近該廣場的阿卡邁科技總部附近亦有一「丹尼·列文公園」（Danny Lewin Park），以資紀念。電腦協會计算理论研討會頒發給最佳學生論文的獎項亦被命名為「丹尼·列文最佳學生論文獎」（Danny Lewin Best Student Paper Award）。2011年，包括马萨诸塞大学阿默斯特分校電腦科學系教授拉梅什·希塔拉曼等朋友和同事追悼已逝世十載的列文，緬懷其對網路的貢獻。在華盛頓特區九一一國家紀念博物館內，列文的名字在北池N-75區的銘牌上。
莫莉·奈特·拉斯金（Molly Knight Raskin）在2013年出版了列文的傳記《大好時光：變革網路的天才丹尼·列文短暫而非凡的一生》（No Better Time: The Brief, Remarkable Life of Danny Lewin, the Genius Who Transformed the Internet）。拉斯金表示：「因為阿卡邁，幾乎所有主要新聞網站才能維持正常運作，這一壯舉證明丹尼所承諾的一切都是可能的」。

## 獲得獎項
- 1995 – 以色列理工學院年度傑出電腦工程系學生獎
- 1998 – 麻省理工學院莫里斯·約瑟夫·萊文最佳論文簡報獎（Morris Joseph Levin Award for Best Masterworks Thesis Presentation）

## 外部連結
- Consistent hashing for relieving hot spots on the world wide web （页面存档备份，存于）, Akamai Technologies.
- Daniel was an inspiration （页面存档备份，存于）, Ynetnews.
- The Akamai Network: A Platform for High-Performance Internet Applications, Erik Nygren, Ramesh K. Sitaraman, and Jennifer Sun, ACM SIGOPS Operating Systems Review, Vol. 44, No.3, July 2010. （页面存档备份，存于）
- 在Find a Grave上的Daniel Mark Lewin